# Vernon L. Smith
Vernon Lomax Smith (sinh 1 tháng 1 năm 1927) là giáo sư kinh tế tại Trường kinh doanh và kinh tế Argyros và Trường luật thuộc Đại học Chapman tại Orange, California, một học giả nghiên cứu tại Trung tâm liên ngành Đại học George Mason về khoa học kinh tế, và là Ủy viên Trung tâm Mercatus, tất cả đều ở Arlington, Virginia. Smith cùng với Daniel Kahneman được trao giải Nobel Kinh tế 2002. Ông là người sáng lập và là chủ tịch của Quỹ nghiên cứu quốc tế về kinh tế học thực nghiệm, một thành viên của Hội đồng tư vấn cho Viện độc lập, và là ủy viên cao cấp tại Viện Cato tại Washington D.C.. Năm 2004 Smith được vinh danh với bằng tiến sĩ danh dự  tại Universidad Francisco Marroquín, tổ chức có tên Trung tâm về nghiên cứu kinh tế học thực nghiệm Vernon Smith mang tên ông.

## Tiểu sử
Smith sinh tại Wichita, Kansas, ông học trung học tại trường Wichita North và đại học Friends. Ông nhận bằng cử nhân điện tại Caltech năm 1949, bằng thạc sĩ kinh tế tại Đại học Kansas năm 1952, và bằng tiến sĩ kinh tế tại Đại học Harvard năm 1955.

### Bài báo
- Interview with Vernon Smith Lưu trữ ngày 27 tháng 9 năm 2011 tại Wayback Machine, Region Focus, Spring 2003
- Reflections On Human Action After 50 Years Lưu trữ ngày 5 tháng 11 năm 2006 tại Wayback Machine by Vernon L. Smith, Cato Journal, Fall 1999
- "Using Experiments to Inform the Privatization/Deregulation Movement in Electricity," Lưu trữ ngày 22 tháng 12 năm 2006 tại Wayback Machine by Stephen J.Rassenti, Vernon L.Smith, and Bart J.Wilson, Cato Journal, Winter 2002
- The Clinton Housing Bubble, Vernon L. Smith, The Wall Street Journal, ngày 18 tháng 12 năm 2007
- Human Betterment through Globalization by Vernon L. Smith, ngày 19 tháng 12 năm 2008
- From Bubble to Depression?, Steven Gjerstad and Vernon L. Smith, Wall Street Journal, ngày 6 tháng 4 năm 2009